# Lurisk dans
De luriske danse omfatter en række folkedanse, der er populære blandt forskellige grupper af luriske folk, som har dannet, udviklet sig og overført i de efterfølgende generationer.
På grund af opdagede genstande og arkæologiske udgravninger fra luriske beboede områder som Kozagaran, Tepe Giyan, Tepe Musiyan, CheghaMish og Kul-e Farah er det tydeligt, at dansehistorien foregår under de ariske vandringer indad i det iranske plateau.

## Dansestil
Der er mange dansestile, der er fælles i luriske beboede områder. De mest fremherskende kurdiske dansestile er lommetørklæde dans, Čupi danser (herunder SanginSamâ, Se-Pâ (tre trin) og Du-Pâ (To trin)), og pinddansen (Çubâzi eller Tarka-bâzi), der er kampsport.